# Okres Judenburg

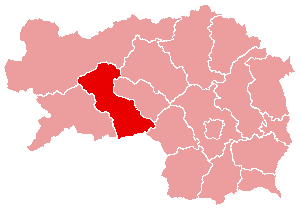
Poloha okresu ve Štýrsku

Judenburg byl okres v rakouské spolkové zemi Štýrsko. Měl rozlohu 1097,36 km² a žilo tam 48 218 obyvatel (2001). Sídlem okresu bylo město Judenburg, druhým největším městem okresu byl Zeltweg. Sousedil se spolkovou zemí Korutany a štýrskými okresy Murau, Liezen, Leoben, Knittelfeld a Voitsberg.

## Historie
Nařízením Štýrského zemského úřadu z 20. února 1946 byl oddělený z okresu Judenburg okres Knittelfeld. K 1. lednu 2012 byl spojen s okresem Knittelfeld a vznikl nový okres Murtal.

## Správní členění
Okres Judenburg se skládal z 24 obcí, mezi nimi byla dvě města a pět městysů. V závorkách je uveden počet obyvatel k 1. dubnu 2009.
Města
- Judenburg (9435)
- Zeltweg (7391)

Městysy
- Obdach (2189)
- Oberzeiring (882)
- Pöls (2544)
- Unzmarkt-Frauenburg (1414)
- Weißkirchen in Steiermark (1291)

Obce
- Amering (1001)
- Bretstein (823)
- Eppenstein (1285)
- Fohnsdorf (8080)
- Hohentauern (492)
- Maria Buch-Feistritz (2329)
- Oberkurzheim (722
- Oberweg (603)
- Pusterwald (501)
- Reifling (384)
- Reisstraße (188)
- Sankt Anna am Lavantegg (438)
- Sankt Georgen ob Judenburg (915)
- Sankt Johann am Tauern (508)
- Sankt Oswald-Möderbrugg (1190)
- Sankt Peter ob Judenburg (1117)
- Sankt Wolfgang-Kienberg (382)